# Nationaal Museum Paleis het Loo
Nationaal Museum Paleis het Loo is sinds 1984 een museum in de Nederlandse gemeente Apeldoorn. Het museum bevindt zich in Paleis het Loo dat in 1984 ingericht als museum, en in de Koninklijke Stallen. Het museum geeft een indruk hoe de opeenvolgende Oranjes leefden. 
De stadhouderlijke appartementen van Willem III en Mary II zijn op hun oorspronkelijke plaats op de eerste verdieping teruggebracht. Overige vertrekken zijn gewijd aan verschillende voormalige bewoners, waarbij voor de bezoekers een chronologische volgorde is aangehouden. In de oostelijke paviljoens ligt de nadruk op de stadhouders en hun familie, terwijl de westelijke paviljoens vertrekken van de koningen en koninginnen bevatten, evenals hun echtgenoten.
De westvleugel bevat regelmatig wisselende tentoonstellingen en ruimtes voor zakelijke ontvangsten. In de oostvleugel van het paleis is de collectie binnenlandse en buitenlandse ordetekenen van het Museum van de Kanselarij van de Nederlandse Ridderorden te zien. In de stallen is een grote collectie rijtuigen uit het bezit van het Koninklijk Staldepartement te zien.
De collectie omvat 160.000 objecten. Deelcollecties omvatten schilderijen, sculpturen, meubelen, kunstnijverheid, textiel en kostuums, tekeningen, prenten en foto’s, orden en onderscheidingen, boeken en rijtuigen. Een deel van deze collectie wordt via Modemuze met een breder publiek gedeeld. Het museum beheert in de paleistuinen een deel van de Nationale Plantencollectie. Het deel van de collectie dat niet tentoongesteld is, bevindt zich sinds 2021 in CollectieCentrum Nederland.

## Verbouwing
Op 22 april 2023 opende het vernieuwde museum na een verbouwing van vijf jaar. Er werd bij de verbouwing een ondergrondse museumruimte van 5000 vierkante meter toegevoegd. De verbouwing kostte in totaal 171 miljoen euro.

## Galerij

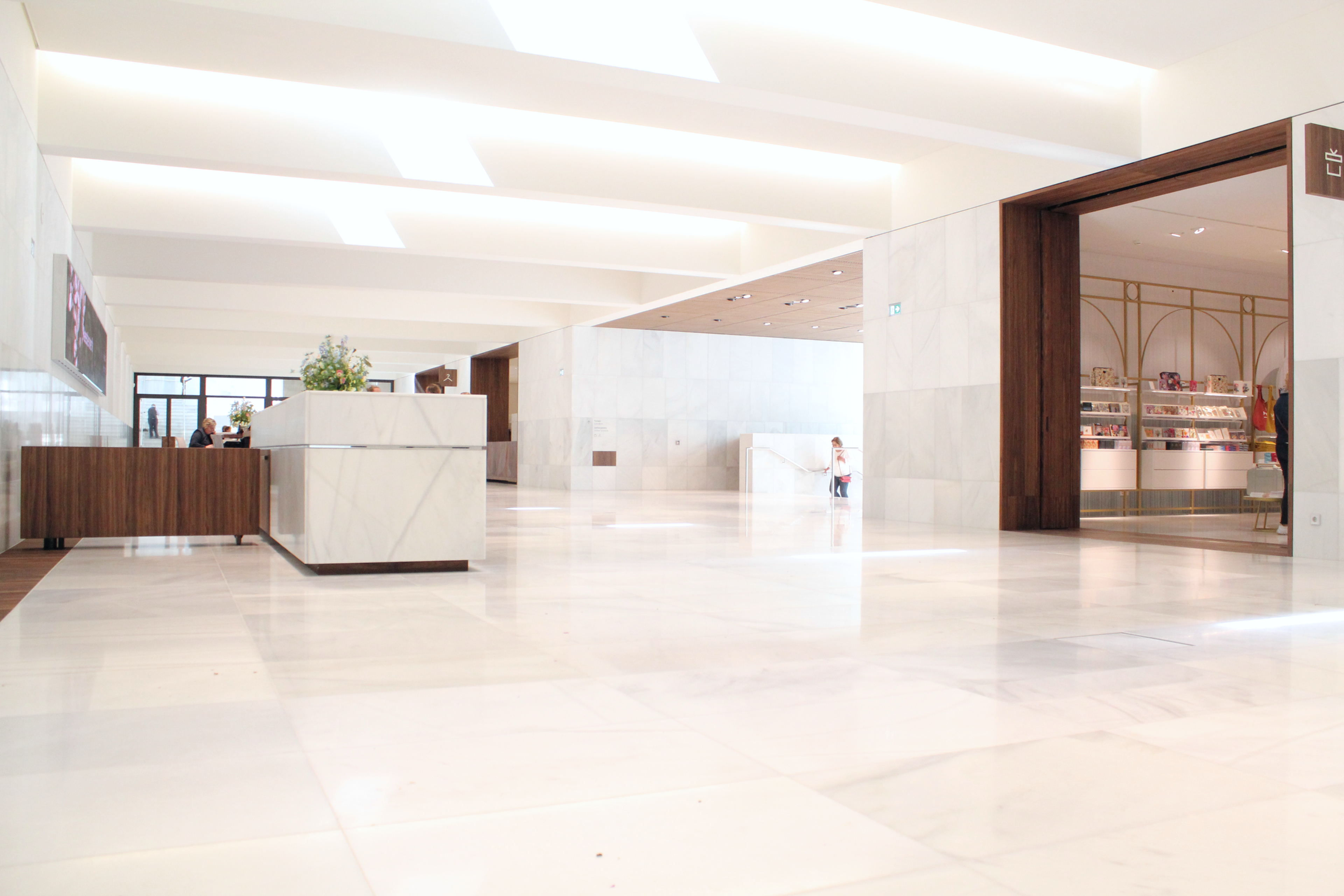
Ondergrondse museumruimte Paleis het Loo
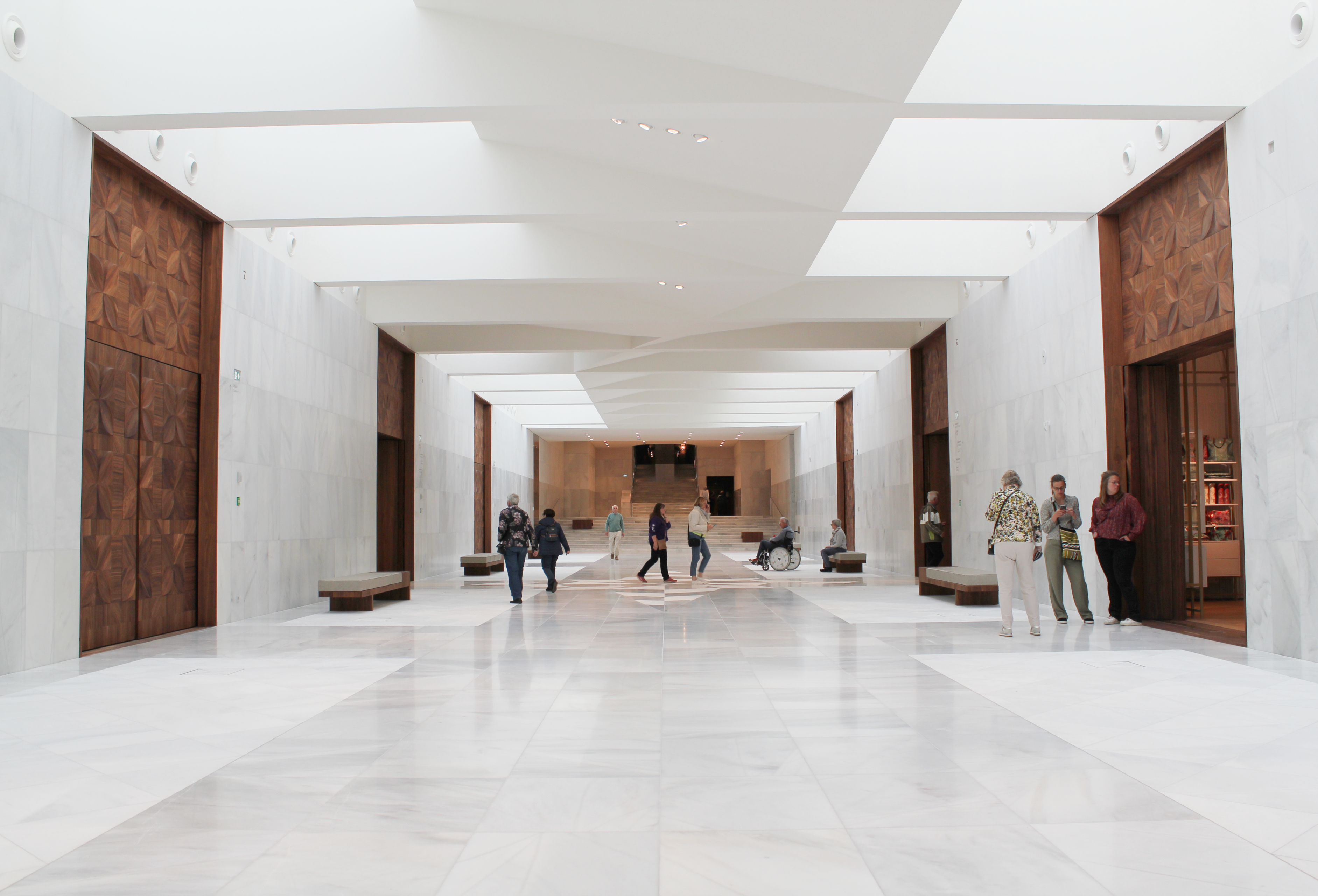
Ondergrondse museumruimte Paleis het Loo
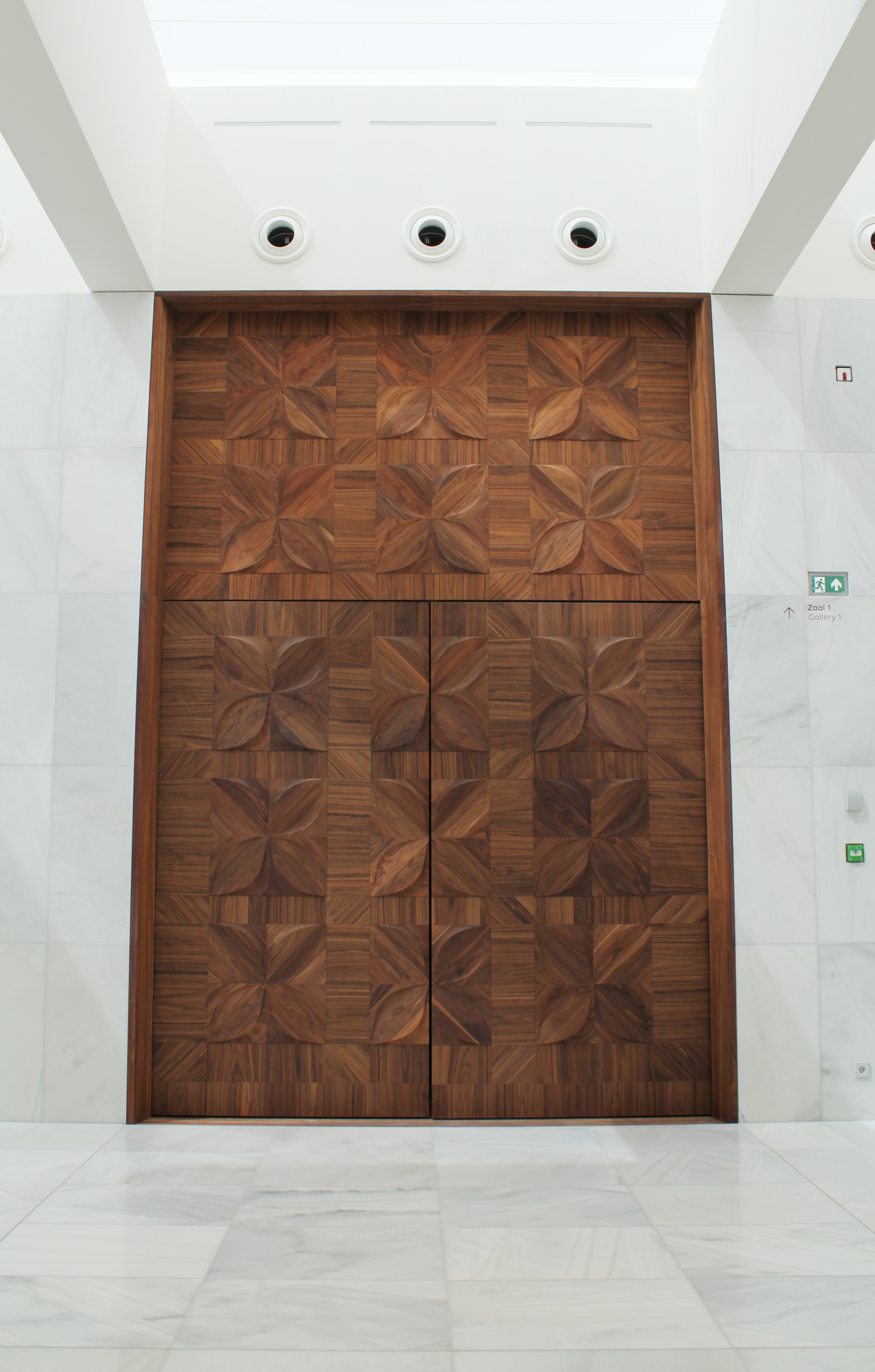
Ondergrondse museumruimte Paleis het Loo